# 이상욱 (충청북도의원)
이상욱(李商旭, 1958년 3월 23일 ~ )은 대한민국 충청북도의회 의원이다.

## 학력
- 주성중학교 졸업
- 충북고등학교 졸업
- 청주대학교 무역학 학사
- 청주대학교 사회복지행정대학원 사회복지학 석사

## 경력
- 주식회사 유비콤 대표이사
- 사단법인 미래도시연구원 기획위원
- 2018년 7월 1일 ~ 2022년 6월 30일: 제11대 충청북도의회 의원
- 2025년 5월~2025년 6월 제21대 대통령 선거 국민의힘 김문수 대통령 후보 충북 선거대책위원회 재해대책분야 정책본부장

## 역대 선거 결과
|  | 58.01% |

|  | 48.15% |